# Valea Ciorii (gmina)
Valea Ciorii – gmina w Rumunii, w okręgu Jałomica. Obejmuje miejscowości Bucșa, Dumitrești, Murgeanca i Valea Ciorii. W 2011 roku liczyła 1855 mieszkańców. 